# 10 mai dans les chemins de fer
10 avril 10 juin
Chronologies thématiques
- Croisades
- Sports
- Disney

Cette page concerne les événements qui se sont déroulés un 10 mai dans les chemins de fer.

## Événements

### XIXesiècle
- 1869. États-Unis : jonction à Promontory Point (Utah) du premier chemin de fer transcontinental entre les compagnies Central Pacific, partie de Sacramento (Californie) et  Union Pacific venant d'Omaha (Iowa)[1].
- 1880. Espagne : Inauguration de la section Lugo-Puebla de San Julian du chemin de fer de Ponferrada à La Corogne (compañía de los Ferrocarriles de Asturias, Galicia y León)

### XXesiècle
- 1907. France : Inauguration de la Ligne d'Orange à Buis-les-Baronnies. La voie métrique a une longueur de 49,71903 kilomètres pour un dénivelé de 320,30 m. Exploitation PLM et  Société générale des chemins de fer économiques.
- 1996. Iran-Turkménistan : inauguration du tronçon international  d'une ligne entre Mashhad (Iran) et Tajan (Turkménistan), qui autorise une liaison ferroviaire de Téhéran à Tachkent (mais avec changement d'écartement à la gare-frontière de Sarrakhs).

### XXIesiècle
- 2004. Canada : le Canadien National acquiert la compagnie du Bessemer and Lake Erie Railroad